# پاوو لیتیکینن
پاوو لیتیکینن (فنلاندی: Paavo Lyytikäinen; ۱۴ آوریل ۱۹۳۰ – ۱۱ ژوئیهٔ ۲۰۱۵) بازیکن فوتبال اهل فنلاند بود.
وی همچنین در تیم ملی فوتبال فنلاند بازی کرده‌است.